# Hellbraune Bandeule
Die Hellbraune Bandeule (Noctua interjecta), auch Kleine Bandeule genannt, ist ein Schmetterling (Nachtfalter) aus der Familie der Eulenfalter (Noctuidae).

## Merkmale
Die Falter haben eine Flügelspannweite von 29 bis 35 Millimetern, wobei die ssp. caliginosa im Durchschnitt etwas kleiner als die Nominatunterart ist. Bei der Nominatunterart sind Kopf und Thorax hellgelblich-braun gefärbt. Die Grundfarbe der Vorderflügel ist hellgelbbraun bis rotbraun. Die innere und äußere Querlinie sind deutlich ausgebildet und liegen relativ nahe zusammen. Oft sind zwei Mittelschatten vorhanden, Ring- und Nierenmakel sind schwarz umrandet. Die Hinterflügel sind hellgelb mit einem schmalen, schwarzen, randlichen Band. Der Diskalfleck ist undeutlich oder fehlt ganz.
Bei der ssp. caliginosa sind Kopf, Thorax und Grundfarbe der Vorderflügel dagegen hellbraun oder rotbraun gefärbt. Ring- und Nierenmakel sind undeutlich entwickelt. Die innere Querlinie ist wellig und doppelt gezeichnet, die äußere Querlinie ist ebenfalls wellig, aber einfach gezeichnet. Der Mittelschatten ist undeutlich. Der Hinterflügel ist orange-gelb gefärbt mit einem breiten schwarzen, randlichen Band.
Das Ei ist halbkugelig, die Oberfläche ist mit zirka 30 Rippen bedeckt, von denen allerdings nur wenige das obere Ende erreichen.
Die Raupe ist hell gelblichgrau bis ockergelb gefärbt. Vor allem die dunkleren Partien sind mit weit auseinander stehenden schwarzen Punkten versehen. Die schmale Rückenlinie und die Nebenrückenlinien sind heller als die Grundfarbe; die Rückenlinie ist oft etwas dunkler gerandet. Die Seitenstreifen sind hellgelb gefärbt und zum Rücken hin dunkel gesäumt. Der graugelbe Kopf ist mit dunklen Bogenstreifen versehen.
Die Puppe ist rotbraun mit zwei längeren und zwei kurzen Dornen auf dem Kremaster.

### Ähnliche Arten
Im Gegensatz zu einigen anderen Noctua-Arten (Noctua comes, Noctua pronuba und Noctua interposita) hat N. interjecta keinen dunklen Fleck am Ende der Wellenlinie am Vorderrand der Vorderflügels. Die mitteleuropäischen Exemplare von N. interjecta sind durchschnittlich kleiner als Noctua comes.

## Geographische Verbreitung und Lebensraum
Die Hellbraune Bandeule kommt in fast ganz Westeuropa (mit Ausnahme
Südportugals, Teilen Südwestspaniens und dem Nordteil der Britischen Inseln), auf der Apenninhalbinsel und der südlichen Balkanhalbinsel (Bulgarien, Griechenland) vor, außerdem auf den größeren Inseln des westlichen Mittelmeers (Korsika, Sardinien und Sizilien) vor. Die Nordost- und Ostgrenze verläuft durch Dänemark, das südliche Schweden (Schonen), Polen, Tschechien, Ungarn, Serbien, Rumänien und Bulgarien. Von dort erstreckt es sich weiter durch die Türkei bis zum Kaukasus. Vor kurzem wurde die Art erstmals in Israel und Südrussland nachgewiesen. Die Art dehnte ihr Areal in Mitteleuropa in den letzten hundert Jahren vor allem nach Nordosten und Osten hin aus.
Die Art bewohnt relativ unspezifische Lebensräume; von offenen Bereichen, über Gärten und Parks bis zu Wäldern. In Südeuropa steigt die Art bis auf 2000 m über NN an.

## Lebensweise
Die Art bildet eine Generation pro Jahr, deren Falter von Juli bis September fliegen. Einzelne frühe Falter fliegen auch schon im Juni, das Maximum der Flugaktivität wird zumindest in Baden-Württemberg Anfang August erreicht. In den dortigen Flugmaxima lässt sich keine Sommerruhe der Falter erkennen. Die Raupen sind ab Herbst zu finden. Sie fressen an verschiedenen krautigen Pflanzen, Sträucher und Laubgehölzen, u. a. an Avena elatior, Große Brennnessel (Urtica dioica), Gewöhnlicher Wasserdost (Eupatorium cannabinum), Wilde Malve (Malva sylvestris), Zweigriffeliger Weißdorn (Crataegus laevigata), Erdbeer-Fingerkraut (Potentilla sterilis), Stängellose Schlüsselblume (Primula vulgaris), Ampfer (Rumex) spp. und Weiden-Kätzchen. In der Zucht fraßen die jungen Raupen auch an Gräsern, Breitwegerich (Plantago major), Löwenzahn (Taraxacum spec.), Sauerampfer (Rumex acetosella) und Schlehdorn (Prunus spinosa), erwachsene Raupen fraßen außerdem Gewöhnliche Vogelmiere (Stellaria media) und Spitzwegerich (Plantago lanceolata). Die Raupe überwintert und verpuppt sich im Mai des folgenden Jahres.

## Gefährdung
Die Art ist in Deutschland relativ häufig und gilt als nicht gefährdet.

## Systematik
Die Art wird in zwei Unterarten unterteilt:
- Noctua interjecta interjecta Hübner, 1803, gelblichbraune Grundfarbe, deutliche Makel, Hinterflügel gelblich mit einem schmalen randlichen schwarzen Band, in den Alpen, südlich der Alpen, Südfrankreich, Nordspanien, Südostspanien, Nordportugal, Italien, Bulgarien, Nordgriechenland und Rumänien
- Noctua interjecta caliginosa (Schawerda, 1919), Hinterflügel orange-gelb mit einem breiten, randlichen, schwarzen Band (etwa doppelt so breit wie bei der Nominatunterart), südliches und mittleres England, Wales, südliches Irland, Nordfrankreich, Belgien, Luxemburg, Niederlande, Norddeutschland, Dänemark, Südschweden, Tschechien und Österreich.

Die Übergangszone zwischen beiden Unterarten zieht sich durch Frankreich und die Schweiz.